# PSR B1913+16
PSR B1913+16, ou PSR J1915+1606, est un pulsar binaire, c'est-à-dire un système binaire dont l'une des deux composantes est un pulsar. L'autre composante de ce système est invisible avec les instruments actuels, et sa masse, connue très précisément, suggère qu'il s'agit d'une étoile à neutrons. Cette étoile à neutrons pourrait éventuellement être un pulsar elle aussi, mais le faisceau d'émission éventuel qu'elle envoie ne balaie pas le Système solaire.

## Découverte
PSR B1913+16 a été découvert en 1974 par les radioastronomes Russell Alan Hulse et Joseph Hooton Taylor de l'université de Princeton. L'observation qu'ils ont par la suite faite du rayonnement gravitationnel de ce système leur a valu le prix Nobel de physique en 1993.
Après avoir mesuré les impulsions pendant quelque temps, Hulse et Taylor notent qu'il existe des variations systématiques de l'heure d'arrivée du signal, parfois le signal est reçu un peu plus tôt que prévu, parfois un peu plus tard. Ces modifications leur apparaissent graduelles et périodiques avec une période de 7,75 heures. Ils réalisent que le comportement du signal est identique à celui prévu par la théorie pour un système binaire.

## Description

Dégénérescence orbitale (mieux : décroissance de la période orbitale pour "orbital decay") de PSR B1913+16. Les points indiquent les changements observés au cours du temps du périastre de l'orbite. La ligne continue représente les prédictions de la théorie de la relativité générale.

PSR B1913+16 est le premier représentant découvert de la classe des pulsars binaires. Il est aussi l'un des plus étudiés, du fait de ses caractéristiques orbitales très intéressantes. En effet l'orbite de ce système est extrêmement resserrée (excentricité de 0,617 134 0), les deux astres orbitant dans un volume qui pourrait presque être compris à l'intérieur du Soleil, sa période orbitale étant comprise entre 7 et 8 heures.
L'extrême régularité des signaux émis par le pulsar permet de déterminer les paramètres orbitaux du système avec une précision impressionnante, au point qu'il est possible d'observer l'infime accélération de la période orbitale du système, signe que son extension diminue au cours du temps. Le phénomène physique à l'origine de ce raccourcissement de l'orbite est le rayonnement gravitationnel, c'est-à-dire l'émission d'ondes gravitationnelles prédite par la relativité générale et consécutive à l'accélération produite par des corps massifs.
Le pulsar et son compagnon suivent des orbites elliptiques autour de leur centre de masse commun, aussi appelé barycentre. Chaque étoile se déplace sur son orbite en accord avec les lois de Kepler ; à tout instant chaque composante du système binaire se situe aux opposés d'une ligne passant par le centre de masse. La période de l'orbite est de 0,322 997 448 918 jour, soit ~7,75 heures, soit 7 heures 45 minutes 7 secondes, soit 27 907 secondes, et les masses des composantes sont proches de 1,4 masse solaire : 1,4398 M☉ pour le pulsar et 1,3886 M☉ pour son compagnon (d'après une étude faite par Deruelle & Lasota en 2018). La durée d'une révolution de l'orbite décroît continûment de ~67 ns (nanosecondes, 10−9 s) à chaque orbite, soit de −75,818 1(4) μs (microsecondes, 10−6 s) par an (valeur théorique) — −76,46(3) μs par an (valeur expérimentale) —, de −2,402 531(14) × 10−12 s/s (valeur théorique) — ou −2,423(1) × 10−12 s/s, valeur observée. Comme il y a presque 1131 orbites parcourues par an et que l'effet cumulatif croît comme le carré du temps, on a mesuré entre 1975 et mi 2003, soit en 28,5 ans, une décroissance cumulée de la période orbitale (cumulative period shift) de quelque −35 secondes (graphique ci-dessus).
La séparation minimale des composantes, au périastre, est de 1,1 fois le rayon solaire (soit environ 746 600 km), et à l'apoastre, de 4,8 fois le rayon solaire (soit environ 3 153 600 km). Le demi-grand axe est donc d'environ 1 950 100 km. L'orbite est inclinée de 45° et est orientée de telle façon que le périastre soit presque perpendiculaire à la ligne de visée de la Terre (projection du grand axe sur le ciel de 2,341 776(2) secondes-lumière).
L'orbite a évolué depuis la découverte de ce système en accord avec les prédictions faites par la théorie de la relativité générale (amplitude de l'effet Einstein de 4,307 millisecondes et avance du périastre de 4,226 585° par an). Le demi-grand axe de 1,95 million de km diminue de ~3 mm à chaque orbite parcourue, soit de ~3,5 m par an. La puissance émise sous forme d'ondes gravitationnelles, donc l'énergie perdue chaque seconde par ce système en voie de lente et inéluctable coalescence (durant encore 300 millions d'années), est de l'ordre de 7,35 × 1024 W, soit un petit 1,9 % de l'énergie lumineuse émise par le Soleil (3,846 × 1026 W). De même que la Terre reçoit du Soleil, à 150 millions de km, une densité de flux lumineux énergétique de 1 360,8 ± 0,5 W/m2 (la constante solaire), la densité de flux énergétique des ondes gravitationnelles de ce pulsar binaire (situé à 21 000 années-lumière) arrivant sur Terre, est de l'ordre de 1,5 × 10−17 W/m2. C'est dire la petitesse de l'amplitude des ondes reçues ici (h = ~10−20).
En comparaison, la Terre, du fait de sa rotation autour du Soleil, émet aussi des ondes gravitationnelles dont la puissance est seulement de l'ordre de 200 W (soit 1022 fois moins que celle du pulsar binaire), émission qui la fait se rapprocher inéluctablement du Soleil à la vitesse de 1 femtomètre (10−15 m) par jour (c'est là le diamètre d'un proton). En un milliard d'années, la « chute » de la Terre vers le Soleil due à ce seul effet est de ~0,4 millimètre (mais il y en a bien d'autres à considérer, cf. Année en astronomie). L'ensemble du Système solaire émet aussi des ondes gravitationnelles avec une puissance de l'ordre de quelque 5 kW.